# Río Morjá
Río Morjá är ett vattendrag i Guatemala, på gränsen till Honduras. Det ligger i den östra delen av landet, 180 km öster om huvudstaden Guatemala City.